# Xystrocera interrupta
Xystrocera interrupta là một loài bọ cánh cứng trong họ Cerambycidae.